# حماس في الانتفاضة الأولى
حماس هي منظمة إسلامية سنية وطنية فلسطينية، تأسست خلال الانتفاضة الأولى عام 1987. ورغم أن حماس لعبت دورا ثانويا في الانتفاضة، فإنها استخدمتها بنجاح للنمو ووضع نفسها كبديل لمنظمة التحرير الفلسطينية العلمانية اليسارية بعد انتهاء الانتفاضة وبدء عملية السلام بموجب اتفاقيات أوسلو.

## الخلفية
في 9 كانون الأول/ديسمبر 1987، اصطدم سائق شاحنة إسرائيلي بأربعة فلسطينيين في مخيم جباليا للاجئين مما أدى إلى مقتلهم. وأثارت هذه الحادثة أكبر موجة من الاضطرابات الفلسطينية منذ بدء الاحتلال الإسرائيلي في عام 1967: الانتفاضة الأولى. خلال المراحل المبكرة، تميزت الانتفاضة إلى حد كبير بحملة غير عنيفة قادتها قيادة شعبية لامركزية، مع إجراءات شملت الإضرابات العمالية، والإضرابات الضريبية، ومقاطعة البضائع الإسرائيلية، ومقاطعة المؤسسات الإسرائيلية، والمظاهرات، وإنشاء الفصول الدراسية والتعاونيات السرية، ورفع العلم الفلسطيني المحظور، والعصيان المدني. وقد ردت الحكومة الإسرائيلية على اندلاع الانتفاضة بحملة قمع قاسية، ومع ذلك فقد أصبحت الانتفاضة أكثر عنفاً خلال مراحلها الأخيرة، بما في ذلك العنف السياسي الداخلي الفلسطيني ضد المتعاونين المزعومين. وبحلول نهاية الانتفاضة، كان قد قتل أكثر من ألف فلسطيني وأصيب أكثر من مائة ألف آخرين على يد القوات الإسرائيلية، كما قتل الفلسطينيون نحو مائتي إسرائيلي. انتهت الانتفاضة الأولى بعدة مفاوضات سلام رفيعة المستوى، بما في ذلك مؤتمر مدريد عام 1991 واتفاقيات أوسلو عام 1993.

## التاريخ

### مقدمة
خلال سبعينيات وأوائل ثمانينيات القرن العشرين، شهدت جماعة الإخوان المسلمين في قطاع غزة، بقيادة أحمد ياسين وجمعيته الخيرية «مجمع الإسلامية»، نمواً ملحوظاً، حيث قامت ببناء شبكة من المساجد والمدارس والنوادي، وتقديم الخدمات الاجتماعية. تلقت شبكة ياسين الدعم من الحكومة الإسرائيلية خلال هذه الفترة، التي اعتقدت أنها يمكن أن تكون بمثابة بديل داخل المجتمع الفلسطيني من شأنه أن يقوض نفوذ منظمة التحرير الفلسطينية العلمانية اليسارية. ومع استمرار الثمانينيات، بدأت شبكة ياسين تتجه نحو فكرة إعادة تنظيم نفسها في صورة جماعة شبه عسكرية قادرة على المشاركة في الصراع الإسرائيلي الفلسطيني، ويرجع ذلك جزئياً إلى الضغوط الناجمة عن تأسيس حركة الجهاد الإسلامي الفلسطينية، التي تشكلت في عام 1981 من أعضاء متطرفين انفصلوا عن جماعة الإخوان المسلمين. تم اعتقال ياسين وسجنه من قبل الجيش الإسرائيلي بتهمة تخزين الأسلحة والدعوة إلى إبادة إسرائيل. تم إطلاق سراح ياسين لاحقًا في عام 1985، كجزء من اتفاقية جبريل.

### التكوين
في 14 ديسمبر 1987، وبعد أيام قليلة من اندلاع الانتفاضة الأولى، أصدر أحمد ياسين وعدد من الشخصيات البارزة الأخرى في شبكة الإخوان المسلمين في غزة منشوراً يعلنون فيه تشكيل حركة جديدة: حركة المقاومة الإسلامية، والمعروفة اختصاراً باسم حماس، وهي الكلمة العربية التي تعني الحماس. وفقًا لجان بيير فيليو من معهد الدراسات السياسية، كان اندلاع الانتفاضة «مفاجأة للإخوان المسلمين بقدر ما كان مفاجأة لمنظمة التحرير الفلسطينية. سعت القيادة الإسلامية إلى الاختباء، وفي النهاية كان الشيخ ياسين هو من فرض على أتباعه المنقسمين قراره بالمشاركة في الانتفاضة ضد إسرائيل». وفقًا للأكاديمي الفلسطيني خالد حروب، فإن العوامل التي أدت إلى تأسيس حماس مع اندلاع الانتفاضة الأولى شملت: الجدل الداخلي داخل جماعة الإخوان المسلمين حول موقفها من الاحتلال الإسرائيلي، حيث دعت أجزاء من المنظمة إلى إعطاء الأولوية لمواجهة إسرائيل، بينما دعت أجزاء أخرى إلى إعطاء الأولوية لأسلمة المجتمع الفلسطيني؛ والاستياء المتزايد من الاحتلال والفقر بين سكان قطاع غزة ؛ بالإضافة إلى التنافس مع حركة الجهاد الإسلامي الفلسطينية سريعة النمو والأكثر تشددًا.
في أغسطس 1988، وضعت حماس ميثاقها التأسيسي، والذي احتوى على 36 مادة قصيرة. وقد صورت الميثاق الصراع الإسرائيلي الفلسطيني على أنه حرب بين المسلمين واليهود، واحتوت على قدر كبير من اللغة الإبادة الجماعية ومعاداة السامية، بما في ذلك الإشارة إلى بروتوكولات حكماء صهيون المزورة. وفي ميثاقها، زعمت حماس أن «أرض فلسطين أمانة إسلامية في أعناق المسلمين إلى يوم القيامة»، وأن «حل القضية الفلسطينية لن يتم إلا بالجهاد»، رافضة كل مبادرات السلام. وزعمت الميثاق أيضًا أن «إسرائيل سوف تظل قائمة وستظل قائمة حتى يمحوها الإسلام» وأن «يوم القيامة لن يقوم حتى يقاتل المسلمون اليهود ويقتلونهم».
بعد إطلاق ميثاقها، بدأت حماس في التحرك من أجل السيطرة بشكل أكبر على الانتفاضة واستبدال القيادة الوطنية الموحدة للانتفاضة التابعة لمنظمة التحرير الفلسطينية. في مقال نشر في سبتمبر/أيلول 1988، كتب إيان بلاك من صحيفة الغارديان البريطانية أن حماس تمثل «معارضة متزايدة القوة لأولئك الذين يسعون إلى ترجمة تضحيات الانتفاضة إلى مكاسب سياسية ملموسة»، وتعارض أي تنازلات لإسرائيل، وأن «منظمة التحرير الفلسطينية واجهت تحدي التوفيق بين أشهر من الاضطرابات المستمرة والأفكار الإبداعية سياسياً، وأصبحت حماس أكثر ثباتاً في آرائها».
في منتصف نوفمبر 1988، انعقد المجلس الوطني الفلسطيني التابع لمنظمة التحرير الفلسطينية في الجزائر العاصمة، لصياغة وإصدار إعلان الاستقلال الفلسطيني، الذي ينشئ دولة فلسطين كحكومة في المنفى ويدعو إلى مفاوضات سلام على أساس قرار مجلس الأمن التابع للأمم المتحدة رقم 242 لعام 1967. وقد قوبل هذا الإعلان بالتشكك من جانب الحكومة الإسرائيلية، التي أمرت أيضًا بإغلاق الأراضي الفلسطينية طوال مدة مؤتمر المجلس الوطني الفلسطيني، ولقي استجابة صامتة بين الفلسطينيين. ستكون حماس واحدة من أبرز المجموعات التي تتحدث ضد الإعلان، على أساس أنها قبلت تقسيم فلسطين عام 1947، ووصفته بأنه استسلام. وفي وقت لاحق من ذلك الشهر، ومع اقتراب الذكرى السنوية الأولى لاندلاع الانتفاضة وتزايد الإحباط بين السكان الفلسطينيين بسبب القمع الإسرائيلي القاسي المستمر، عندما دعت القيادة الوطنية الفلسطينية إلى تغيير موعد اليوم السنوي للاحتجاجات ضد التقسيم نتيجة للإعلان، دعت حماس إلى تنظيم الاحتجاجات في الموعد المعتاد في تحد للقيادة الوطنية الفلسطينية. وقد لاقت الدعوة استجابة واسعة النطاق ودعماً من المتشددين في منظمة التحرير الفلسطينية، الجبهة الشعبية لتحرير فلسطين.
وفقًا لجيل سيدان وهيو أورجيل من وكالة الأنباء اليهودية، خلال العام ونصف الأول من الانتفاضة الأولى، «اتسم الموقف الرسمي تجاه حماس وقيادتها بتسامح متفاوت. وقد صرّح كبار المسؤولين في المؤسسة الدفاعية سرًا بأن اعتبارين يدعمان سياسة تعزيز نفوذ حماس بين الفلسطينيين. الأول هو فكرة أن منح العناصر الإسلامية، حتى المتطرفين دينيًا وسياسيًا، مكانة عامة راسخة من شأنه أن يحد من نفوذ الجماعات العنيفة، مثل الجهاد الإسلامي. أما الاعتبار الآخر فهو تعزيز نفوذ معارضي منظمة التحرير الفلسطينية بين السكان الفلسطينيين.» وكتب جون كيفنر من صحيفة نيويورك تايمز في سبتمبر 1988 أن «السلطات الإسرائيلية لم تتخذ أي إجراء مباشر ضد حماس على الرغم من حملات القمع والاعتقالات المتكررة» ضد القيادة الوطنية الموحدة وفصائل منظمة التحرير الفلسطينية، ونقلًا عن دبلوماسي غربي مجهول قوله: «من اللافت للنظر مع كل هذه الاعتقالات أن شخصًا مثل الشيخ أحمد ياسين، الذي لا يتوقف عن قول أسوأ الأشياء عن اليهود، لا يتأثر».

### الهجمات الأولى
في أوائل عام 1989، نفذت حماس هجومها الأول، متنكرين في هيئة يهود متشددين لاختطاف وقتل الجندي الإسرائيلي الرقيب آفي ساسبورتاس في فبراير، ثم العريف إيلان سعدون في أوائل مايو. وبعد مقتل ساسبورتاس وسعدون، بدأت الحكومة الإسرائيلية تنظر إلى حماس باعتبارها تهديدًا أكثر خطورة، فنفذت اعتقالات جماعية لأكثر من مائتي عضو من حماس، بما في ذلك ياسين، في أواخر مايو 1989. في يونيو 1989، صنفت الحكومة الإسرائيلية حماس رسميًا كمنظمة إرهابية.

### تدهور الانتفاضة
في أغسطس 1990، غزا العراق بقيادة صدام حسين الكويت. وعلى الرغم من الإدانة الدولية شبه الإجماعية، أعلنت منظمة التحرير الفلسطينية والعديد من الفلسطينيين دعمهم لحسين، جزئياً على أمل أن يكون العراق حليفاً قوياً ضد إسرائيل وأن يربط حسين أي تسوية لاحتلال الكويت بالاحتلال الإسرائيلي لفلسطين. لكن خلال حرب الخليج التي تلت ذلك، هُزمت قوات حسين بشكل شامل، حظر التجول في فلسطين خلال حرب الخليج، مما تسبب في اضطرابات اقتصادية وسياسية كبيرة داخل فلسطين. وتحركت حماس للاستفادة من الوضع، ونقلت مجلة نيويورك تايمز عن أحد المحللين الفلسطينيين في يوليو/تموز 1991 قوله: «إن منظمة التحرير الفلسطينية لا تزال تمثل الفلسطينيين سياسياً، ولكن حماس تعكس يأسهم بشكل متزايد».
وفي عام 1991، بدأت الانتفاضة في الانهيار وتزايد العنف السياسي الداخلي الفلسطيني بشكل ملحوظ، ولا سيما مع الهجمات ضد المتعاونين المزعومين ومع القتال بين الفصائل الفلسطينية المختلفة. في أوائل يونيو/حزيران 1991، اندلعت معارك شوارع بين مؤيدي حماس ومنظمة التحرير الفلسطينية في نابلس بعد أن سخر تلاميذ الصف الثاني من مسيرة لحماس عبر وسط المدينة. وأصيب ستة مسلحين فلسطينيين في القتال، بما في ذلك أحدهم تعرض للطعن خمس مرات على يد أعضاء حماس بينما كان مستلقيا على سرير في المستشفى.
مع تنامي خيبة الأمل بين الفلسطينيين خلال الانتفاضة، ازداد دعم حماس. في أواخر يونيو/حزيران 1991، أُجريت انتخابات غرفة تجارة الخليل، وهي أول انتخابات للغرفة منذ عام 1964. من بين مقاعد مجلس إدارة الغرفة الأحد عشر، فاز مؤيدو حماس بستة مقاعد.

## دور حماس

### رؤية قومية بديلة
وفقًا لألون بورستين من الجامعة العبرية في القدس، قدمت حماس نفسها على أنها «طليعة القومية الفلسطينية الجديدة، معبرة عن هويتها من خلال الدين وتدعو إلى المقاومة المسلحة ضد إسرائيل واستبدالها بكيان إسلامي فلسطيني». وفقًا لهاني عواد من المركز العربي للأبحاث ودراسات السياسات، شهدت الانتفاضة الأولى «الانقسام الجديد في المجال السياسي بين قوتين أيديولوجيتين رئيسيتين كان فهمهما للصراع مع إسرائيل قائمًا على مجموعات مختلفة جدًا من المبادئ»، الأولى هي منظمة التحرير الفلسطينية ذات النواة المخضرمة والأيديولوجية القومية الدولة، والثانية هي حماس، ذات النواة الأقل خبرة والأيديولوجية القائمة على الصراع الديني. وأضاف عواد أن حماس قدمت أيضًا رواية وطنية جديدة أثناء الانتفاضة، حيث قدمت التاريخ الفلسطيني من خلال مصطلحات دينية، على النقيض تمامًا من تقديم المؤسسة الإسرائيلية لروايتها الوطنية من خلال المصطلحات اليهودية.
في مقالة نشرت عام 1991 في صحيفة نيويورك تايمز، ذكرت سابرا شارتراند أنه كان هناك زيادة كبيرة في عدد النساء اللاتي يرتدين الحجاب منذ بداية الانتفاضة الأولى، وخاصة في قطاع غزة، حيث تبنى العديد من الفلسطينيين «الإسلام وطقوسه كمحور للقضية الفلسطينية، ومصدر للفخر العرقي وبديل لإخفاقات الحركات السياسية العلمانية» حتى مع «قول الأشخاص المقربين من الأحداث في غزة إن الفلسطينيين هنا لم يصبحوا أكثر تديناً».

### بديل لمنظمة التحرير الفلسطينية
كان اندلاع الانتفاضة الأولى عفوياً إلى حد كبير، وكانت الانتفاضة بقيادة المنظمات الشعبية التابعة لمنظمة التحرير الفلسطينية، مثل النقابات العمالية، ومجالس الطلاب، ولجان المرأة، التي نظمت نفسها معاً في شكل القيادة الوطنية الموحدة للانتفاضة. ولقد لعبت القيادة المركزية لمنظمة التحرير الفلسطينية، التي كان معظم أعضائها قد نُفيوا أو سُجنوا أو قُتلوا بحلول عام 1987، دوراً ثانوياً نسبياً في تنسيق الانتفاضة. ومع ذلك، حاولت قيادة منظمة التحرير الفلسطينية بانتظام تأكيد سلطتها على القيادة الوطنية الموحدة، ونجحت في ذلك إلى حد كبير في المراحل الأخيرة من الانتفاضة. وفي هذا السياق، برزت حماس كجماعة غير تابعة على الإطلاق لمنظمة التحرير الفلسطينية، حيث كانت تعمل بشكل مستقل عن القيادة الوطنية الموحدة لتحرير فلسطين، وفي كثير من الأحيان في معارضة القيادة الوطنية الموحدة لتحرير فلسطين.
بحسب خالد فراج، أحد أبرز منظمي الانتفاضة الطلابية في جامعة بيرزيت، فقد تفاقمت الانقسامات بين الفصائل الوطنية الفلسطينية بشكل ملحوظ خلال المراحل الأخيرة من الانتفاضة، و«كان من أهم العوامل التي عمقت هذا الانقسام الصعود الصاروخي للحركات الإسلامية المحلية، وخاصة حماس، التي عارضت بشدة العملية السياسية والتزمت بالكفاح المسلح. حققت الحركة انتشارًا واسعًا بين السكان خلال الانتفاضة، واتبع نشطاء حماس توجيهات قيادتهم – التي كانت تصدر شهريًا – بدلاً من الالتزام بتوجيهات القيادة الوطنية الموحدة.»
وفقًا لجان بيير فيليو من معهد الدراسات السياسية، «كانت العلاقة داخل منظمة التحرير الفلسطينية بين القيادة — المنفية أولاً في الأردن، ثم في لبنان، وأخيراً في تونس — والقوميين في قطاع غزة (وبدرجة أقل في الضفة الغربية) علاقة معقدة. على النقيض من ذلك، نظرًا لأن جماعة الإخوان المسلمين في غزة قد تراجعت وعززت ترسيخها في القطاع خلال العقدين الأولين من الاحتلال الإسرائيلي، فإن هذا التوتر بين «الخارج» و«الداخل» لم يكن مشكلة بالنسبة لهم.» وفقًا لفرانشيسكو سافيريو ليوباردي من جامعة إدنبرة، «مثل ظهور المعسكر الإسلامي تطورًا صعبًا لمنظمة التحرير الفلسطينية بأكملها، حيث اكتسبت حركة فلسطينية حقيقية خارج إطارها، لأول مرة، شعبية وشرعية متزايدة بين السكان.»

### الأنشطة
خلال الانتفاضة الأولى، نشرت حماس بشكل روتيني منشورات تصف أيديولوجيتها وتدعو الفلسطينيين إلى اتخاذ إجراءات ضد إسرائيل بما في ذلك الإضرابات والمظاهرات، في كثير من الأحيان على النقيض من دعوات القيادة الوطنية الموحدة للعمل. في دراسة أجريت عام 2017، وجد ألون بورستين من الجامعة العبرية في القدس أن منشورات حماس خلال الانتفاضة الأولى استخدمت إشارات إلى شخصيات تاريخية أكثر من منشورات القيادة الوطنية الموحدة للانتفاضة، وكانت أكثر اتساقًا بشأن من تم تحديدهم كأعداء وحول رؤيتهم طويلة المدى لفلسطين (خاصة مع تحول منظمة التحرير الفلسطينية نحو مفاوضات السلام)، وكانت «أكثر صمتًا في مواجهة القمع، مع كون الجانب الوحيد الذي تم التأكيد عليه نتيجة للأعمال القمعية هو العلامة التجارية الفريدة للمجموعة من القومية الدينية التي أطرتها حماس على أنها هوية الجماعة».
كما استخدمت حماس العنف ضد الإسرائيليين. وبحسب كالي روبنسون من مجلس العلاقات الخارجية، فإن «هدف حماس كان الانخراط في العنف ضد الإسرائيليين كوسيلة لاستعادة الدعم الفلسطيني لجماعة الإخوان المسلمين، التي كانت تفقد الدعم السياسي لصالح حركة الجهاد الإسلامي الفلسطينية، وهي منظمة مقرها غزة ترعاها إيران وبدأت في تنفيذ عمليات إرهابية ضد إسرائيل». ومع ذلك، لم تتمكن حماس إلى حد كبير من صياغة استراتيجية عسكرية متماسكة بعد.

### معارضة المفاوضات
عندما اقترح الرئيس المصري حسني مبارك مبادرة سلام مكونة من عشر نقاط تعتمد على الانتخابات في سبتمبر/أيلول 1989، والتي أشار عرفات إلى موافقته المحتملة عليها، خرجت حماس معارضة. وفي نشرتها السابعة والأربعين اتهمت مبارك ودولاً عربية أخرى «بالعمل بناء على الأوامر الأميركية لترويض الشعب الفلسطيني».
عارضت حماس بعد ذلك اتفاقيات أوسلو عام 1993، ورفضت المشاركة في السلطة الفلسطينية التي كانت قد تشكلت حديثًا. وبحسب عالم الاجتماع الفلسطيني جميل هلال، فإن حماس «قدمت نفسها باعتبارها المعارضة الرئيسية لاتفاقيات أوسلو ونجحت في أن تصبح قوة سياسية (ومسلحة) كبرى مع فشل اتفاقيات أوسلو في الوصول إلى دولة فلسطينية ذات سيادة وعاصمتها القدس الشرقية».

## العواقب
كتب الأكاديمي مصطفى الفيتوري أنه في حين أن «حماس لم تلعب دوراً هاماً في الانتفاضة الأولى مقارنة بالحركات الفلسطينية الأخرى الراسخة»، فإن صعودها خلال الانتفاضة سمح لها في وقت لاحق بادعاء سمعة كونها «منارة المقاومة الشعبية» للاحتلال الإسرائيلي. وبحسب فرانشيسكو سافيريو ليوباردي من جامعة إدنبرة، فقد برزت حماس أثناء الانتفاضة باعتبارها «المعارضين الراديكاليين الجدد لقيادة فتح المعتدلة داخل الحركة الوطنية الفلسطينية الأوسع، وهو الدور المنسوب تاريخياً إلى الجبهة الشعبية لتحرير فلسطين».
وفي أعقاب اختطاف وقتل نيسيم توليدانو في أواخر عام 1992، نفذت الحكومة الإسرائيلية عملية ترحيل جماعي لأربعمائة عضو من حماس عبر الحدود اللبنانية. وقد جاءت عملية الترحيل، التي كانت تهدف إلى القضاء على حماس باعتبارها تهديداً أمنياً، بنتائج عكسية، حيث ارتفعت مكانة حماس بشكل كبير، وأقامت حماس روابطها الأولى مع حزب الله، الذي زود المجموعة بالتدريب والمعدات. وفي العام التالي، نفذت حماس عملية تفجير مفترق محولا، وهي أول عملية تفجير انتحارية في الصراع الإسرائيلي الفلسطيني، مستوحاة من حزب الله. استمرت حماس في النمو وتنفيذ الهجمات الإرهابية طوال تسعينيات القرن العشرين، وأصبحت الفصيل الفلسطيني الأبرز في الانتفاضة الثانية، والتي كانت أكثر عنفًا وعسكرة من الانتفاضة الأولى.